# 戈羅德諾夫斯科耶湖
57°31′04″N 29°35′45″E / 57.51778°N 29.59583°E
戈羅德諾夫斯科耶湖（俄语：Городновское），是俄羅斯的湖泊，位於該國西北部，由普斯科夫州負責管轄，處於傑多維奇區，面積3.1平方公里，集水區面積78.5平方公里，平均水深4.7米，最大水深11米。